# Emily Robins
Emily Iris Robins, född 21 maj 1989 på Nya Zeeland, är en nyzeeländsk skådespelerska och sångerska. Hon har bland annat spelat rollen som Alex Wilson i Elefantprinsessan.

## TV
- Shortland Street
- Elefantprinsessan
- SLiDE
- Filthy Rich
- Three Kings (kortfilm 2015)